# Полтавцев, Игнатий Кириллович
Игнатий Кириллович Полтавцев (рус. дореф. Игнатий Кирилловичъ Полтавцевъ; 1699, или 1700, Полтава, Русское царство — 6 (17) ноября 1756, Санкт-Петербург, Российская империя) — русский вельможа, придворный певчий в царствование императрицы Екатерины Первой, камердинер, впоследствии камер-фурьер при императрице Елизавете Петровне; состоял в чине полковника Русской императорской армии.
Полтавцев находился в родстве с философом Сковородой: он приходился Григорию Саввичу Сковороде дядей или двоюродным братом по материнской линии, чем обусловлена служба последнего в придворной капелле в Санкт-Петербурге.

## Общие сведения о жизни
Игнатий Кириллович родился в Полтаве, отчего была образована его фамилия — Полтавцев. В 1713 году, в царствование Елизаветы Петровны, любившей уроженцев Малороссии, Полтавцев, по приглашению князя Дмитрия Михайловича Голицына, вступил на службу в качестве придворного певчего и впоследствии сделал внушительную карьеру в Петербурге в качестве камер-фурьера. Игнатий Кириллович имел в Коломенском, в Керенском и в Шацком уездах шестьсот тридцать пожалованных душ.
У Полтавцева было три сына и две дочери:
- Алексей (род. 1740—?) — служил капралом в лейб-гвардии Преображенского полка[6].
- Пётр (род. 1743—?), его сын — Николай Петрович был женат на Дарье Алексеевне Пашковой, их потомки состояли в родстве со многими именитыми родами Российской империи, в частности, с князьями Лейхтенбергскими-Романовскими, а также князьями Белосельскими-Белозерскими, графами Адлербергами, дворянами Скобелевыми и др.
- Иван (род. 1745—?).
- Екатерина (1740-е—?) — жена Дмитрия Матвеевича Олсуфьева, их дети — Захар (1773—1835) и Николай (1775—1817).
- Варвара (1740-е—?)

Сыновья Пётр и Иван были с 1762 года пажами при царском дворе.
Игнатий Кириллович Полтавцев похоронен в Александро-Невской лавре.

## Полтавцев и Сковорода
Ю. М. Лощиц отмечает, что Григорий Саввич Сковорода, в бытность придворным певчим, часто гостил у Полтавцева.
Д. И. Багалей также приводит сведения о том, что Степан Саввич Сковорода (брат малороссийского философа), в 1738 году просил выдать ему соответствующие документы, с тем чтобы повидать «дядьёв» в Петербурге и в Москве. Под дядьями подразумеваются сыновья Игнатия Полтавцева.
Не исключено, что уставщик Гаврила Матвеев отправил Григория Сковороду из Глухова в Санкт-Петербург по просьбе Игнатия Полтавцева. По версии Николая Бородия, именно Полтавцев должен был встретить в 1742 году Григория Сковороду в Петербурге и проинструктировать его (наряду с другими новоприбывшими певчими) в Зимнем дворце. Дмитрий Чижевский выдвинул предположение, что благодаря усилиям и влиянию Игнатия Полтавцева при дворе Григорий Сковорода получил возможность стать придворным певчим в Санкт-Петербурге, а Степан Сковорода, получить начальное образование в Польше.

## Комментарии
1. ↑  Точную степень родства установить невозможно.